# Southland Tales
Southland Tales is een Amerikaanse speelfilm uit 2007 onder regie van Richard Kelly.

## Verhaal
De film speelt zich af in Los Angeles in 2008.
In 2008 heerst er in Los Angeles een hittegolf van drie dagen, die uitmondt in een groot 4th of July-feest. We volgen het leven van drie mensen: als eerste is er Boxer Santaros, een acteur die voornamelijk bekend is uit actiefilms en last heeft van geheugenverlies. Als tweede is er Krysta Now, een actrice uit pornofilms die bezig is met haar eigen televisieshow. En als derde en laatste is er Roland/Ronald Taverner, een politieagent die nogal met zichzelf in de knoei zit.

## Rolverdeling
| Acteur                | Personage                           |
| --------------------- | ----------------------------------- |
| Dwayne Johnson        | Boxer Santaros/Jericho Cane         |
| Seann William Scott   | Roland/Ronald Taverner              |
| Sarah Michelle Gellar | Krysta Now/Lynn Kapowski            |
| Kevin Smith           | Simon Thiery                        |
| Curtis Armstrong      | Dr. Soberin Exx                     |
| Joe Campana           | Brandt Huntington                   |
| Nora Dunn             | Cindy Pinziki                       |
| Janeane Garofalo      | Generaal Teena MacArthur            |
| Beth Grant            | Dr. Inga Von Westphalen/Marion Card |
| Wood Harris           | Dion Werner/Element                 |
| Christopher Lambert   | Walter Mung                         |
| John Larroquette      | Vaughn Smallhouse                   |
| Bai Ling              | Serpentine                          |
| Jon Lovitz            | Politieagent Bart Bookman           |
| Mandy Moore           | Madeline Frost Santaros             |
| Holmes Osborne        | Senator Bobby Frost                 |
| Cheri Oteri           | Zora Carmichaels                    |
| Amy Poehler           | Veronica Mung/Dream                 |
| Lou Taylor Pucci      | Martin Kefauver                     |
| Miranda Richardson    | Nana Mae Frost                      |
| Jill Ritchie          | Shoshana Cox/Kapowski               |
| Zelda Rubinstein      | Dr. Katarina Kuntzler               |
| Will Sasso            | Fortunio Balducci                   |
| Wallace Shawn         | Baron von Westphalen                |
| Sab Shimono           | Hideo Takehashi                     |
| Justin Timberlake     | Piloot Abilene/verteller            |
| Robert Benz           | Tab Taverner                        |